# Млинки (Полтавський район)
Млинки́ — село в Україні, у Котелевській селищній громаді Полтавського району Полтавської області. Населення становить 175 осіб. До 2020 орган місцевого самоврядування — Деревківська сільська рада.

## Географія
Село Млинки знаходиться на лівому березі річки Ворскла, на відстані 1 км від селища Котельва. Річка в цьому місці звивиста, утворює лимани, стариці та заболочені озера.

## Історія
12 червня 2020 року, відповідно до розпорядження Кабінету Міністрів України № 721-р «Про визначення адміністративних центрів та затвердження територій територіальних громад Полтавської області», село увійшло до складу Котелевської селищної громади.
19 липня 2020 року, в результаті адміністративно - територіальної реформи та ліквідації  Котелевського району, село увійшло до складу новоутвореного Полтавського району.